# Miné de Klerk
Miné de Klerk, född 30 mars 2003 i Welkom, är en sydafrikansk friidrottare som tävlar i kulstötning och diskus.

## Karriär
I april 2019 tävlade de Klerk i sitt första internationella mästerskap vid afrikanska U18-mästerskapen i Abidjan. Hon tog silver efter en stöt på 16,90 meter med 3-kiloskula samt slutade på fjärde plats i diskus efter ett kast på 40,62 meter.
I april 2021 vid sydafrikanska mästerskapen tog de Klerk guld i kula med en stöt på 16,82 meter samt brons i diskus med ett kast på 52,09 meter. I augusti 2021 vid U20-VM i Nairobi tog de Klerk guld i kula med en stöt på 17,40 meter samt silver i diskus efter ett kast på 53,50 meter, vilket blev ett nytt afrikanskt U20-rekord. I mars 2022 förbättrade hon sitt afrikanska U20-rekord i diskus ytterligare till 54,22 meter vid en tävling i San Diego. I augusti 2022 vid U20-VM i Cali tog de Klerk sitt andra raka guld i kula efter en stöt på 17,17 meter. Vid mästerskapet tog hon även brons i diskus efter ett kast på 53,54 meter.

## Tävlingar

### Internationella
| År                     | Tävling                     | Plats                  | Placering              | Gren                   | Distans                |
| Tävlande för Sydafrika | Tävlande för Sydafrika      | Tävlande för Sydafrika | Tävlande för Sydafrika | Tävlande för Sydafrika | Tävlande för Sydafrika |
| ---------------------- | --------------------------- | ---------------------- | ---------------------- | ---------------------- | ---------------------- |
| 2019                   | Afrikanska U18-mästerskapen | Abidjan                | 2:a                    | Kulstötning (3 kg)     | 16,90 m                |
| 2019                   | Afrikanska U18-mästerskapen | Abidjan                | 4:e                    | Diskus                 | 40,62 m                |
| 2021                   | Juniorvärldsmästerskapen    | Nairobi                | 1:a                    | Kulstötning            | 17,40 m                |
| 2021                   | Juniorvärldsmästerskapen    | Nairobi                | 2:a                    | Diskus                 | 53,50 m AU20R          |
| 2022                   | Juniorvärldsmästerskapen    | Cali                   | 1:a                    | Kulstötning            | 17,17 m                |
| 2022                   | Juniorvärldsmästerskapen    | Cali                   | 3:e                    | Diskus                 | 53,54 m                |
| 2024                   | Afrikanska mästerskapen     | Douala                 | 2:a                    | Kulstötning            | 17,09 m                |
| 2024                   | Olympiska sommarspelen      | Paris                  | 31:a (kval)            | Kulstötning            | 15,63 m                |

### Nationella
- Sydafrikanska friidrottsmästerskapen (utomhus):
  - 2021:  Guld – Kulstötning (16,82 meter, Pretoria)[6]
  - 2021:  Brons – Diskus (52,09 meter, Pretoria)[6]
  - 2024:  Silver – Kulstötning (17,14 meter, Pietermaritzburg)[6]
  - 2024:  Silver – Diskus (52,55 meter, Pietermaritzburg)[6]
  - 2025:  Silver – Kulstötning (17,84 meter, Potchefstroom)[6]

## Personliga rekord
- Kulstötning – 17,87 m (Lincoln, 21 februari 2025)[6]
- Diskus – 55,17 m (Gainesville, 29 mars 2024)[6]